# Hypoechinorhynchidae
Hypoechinorhynchidae är en familj av hakmaskar. Hypoechinorhynchidae ingår i ordningen Echinorhynchida, klassen Palaeacanthocephala, fylumet hakmaskar och riket djur.
Kladogram enligt Catalogue of Life:
| Hypoechinorhynchidae | \| \| Bolborhynchoides \| \| \| \| \| \| Hypoechinorhynchus \| \| \| \| |
|                      | \| \| Bolborhynchoides \| \| \| \| \| \| Hypoechinorhynchus \| \| \| \| |
|                      | Arhythmacanthidae                                                       |
|                      |                                                                         |
|                      | Cavisomidae                                                             |
|                      |                                                                         |
|                      | Diplosentidae                                                           |
|                      |                                                                         |
|                      | Echinorhynchidae                                                        |
|                      |                                                                         |
|                      | Fessisentidae                                                           |
|                      |                                                                         |
|                      | Heteracanthocephalidae                                                  |
|                      |                                                                         |
|                      | Illiosentidae                                                           |
|                      |                                                                         |
|                      | Polyacanthorhynchidae                                                   |
|                      |                                                                         |
|                      | Pomphorhynchidae                                                        |
|                      |                                                                         |
|                      | Rhadinorhynchidae                                                       |
|                      |                                                                         |
|                      | Bolborhynchoides                                                        |
|                      |                                                                         |
|                      | Hypoechinorhynchus                                                      |
|                      |                                                                         |

|  | Bolborhynchoides   |
|  |                    |
|  | Hypoechinorhynchus |
|  |                    |